# معاهدة فرفينس

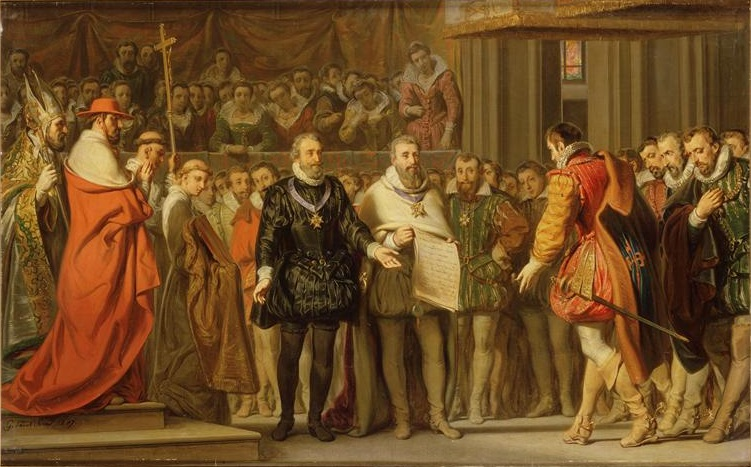

وُقعت معاهدة فرفينس بين ممثلي هنري الرابع ملك فرنسا وفيليب الثاني ملك إسبانيا تحت رعاية المندوبين البابويين لكليمنت الثامن، وكان ذلك في 2 مايو 1598 في بلدة فيرفين في بيكاردي شمال فرنسا، بالقرب من أراضي هابسبورغ الهولندية.